# ۱۹ آوریل
۱۹ آوریل در تقویم گرگوری، صد و نهمین (در سال‌های کبیسه صد و دهمین) روز سال است. ۲۵۶ روز تا پایان سال باقی است.

## رویدادها
- ۲۰۱۱  - فیدل کاسترو، پس از ۴۵ سال از رهبری کمیته مرکزی حزب کمونیست کوبا استعفا داد.
- ۲۰۱۳ - در تیراندازی پلیس تیمورلنگ تسارنایف یکی از عوامل بمبگذاری بوستون کشته شد. پس از مدتی جوهر تسارنایف برادر او نیز درون قایقی در اسکله شهر واترتاون دستگیر شد.
- ۲۰۱۸ - تظاهرات ضد دولتی ده‌ها هزار کارگر اعتصاب‌کننده راه‌آهن، کارکنان بخش دولتی و دانشجویان در سراسر فرانسه علیه رئیس‌جمهور امانوئل ماکرون

## زادروزها
- ۱۷۲۱ - راجر شرمن، سناتور سابق آمریکایی.
- ۱۸۸۹ - اتو گئورگ تیراک، وکیل آلمانی و وزیر دادگستری رایش سوم.
- ۱۹۱۲ - گلن سیبورگ، شیمی دان هسته‌ای اهل آمریکا.
- ۱۹۳۶ - ویلفرید مارتنس، سیاستمدار اهل بلژیک.
- ۱۹۳۷ - الینور دوناهو، هنرپیشه اهل آمریکا.
- ۱۹۵۴ - تروور فرانسیس، بازیکن فوتبال اهل انگلستان.
- ۱۹۷۸ - جیمز فرانکو، بازیگر و کارگردان آمریکایی.
- ۱۹۷۹ - کیت هادسن، هنرپیشه آمریکایی.
- ۱۹۸۲ - الی وانگ، نویسنده، بازیگر و کمدین اهل آمریکا.
- ۱۹۸۷ - جو هارت، بازیکن فوتبال اهل انگلستان.
- ۱۹۸۷ - ماریا شاراپووا، تنیس‌باز اهل روسیه.
- ۱۹۸۸ - لولوه الملا، بازیگر کویتی. [۱]
- ۱۹۸۹ - سیمو لیو، بازیگر اهل کانادا.

## درگذشت‌ها
- ۱۶۸۹ - کریستینا، ملکه سوئد.
- ۱۷۶۸ - کانالتو، نقاش ایتالیایی.
- ۱۸۳۳ - جیمز گامبیر، نظامی اهل پادشاهی متحد بریتانیای کبیر و ایرلند.
- ۱۸۸۱ - بنجامین دیزرائیلی، نویسنده و سیاستمدار بریتانیایی.
- ۱۸۸۲ - چارلز داروین، دانشمند و زیست‌شناس انگلیسی و بنیان‌گذار نظریهٔ تکامل.
- ۱۹۰۶- پیر کوری، فیزیک‌دان فرانسوی و کاشف رادیوم و پلونیوم.
- ۱۹۱۴ - چارلز سندرز پیرس، دانشمند و ریاضی‌دان آمریکایی.
- ۱۹۳۷ - ویلیام مورتون ویلر، دانشمند و حشره‌شناس آمریکایی.
- ۱۹۶۷ - کنراد آدناوئر، دولتمرد آلمانی از حزب اتحادیه دموکرات مسیحی آلمان.
- ۱۹۹۸ - اکتاویو پاز، شاعر مکزیکی.
- ۱۹۹۹ - هرمینه براونشتاینر، یکی از نگهبانان اردوگاه کار اجباری راونسبروک و جنایتکار جنگی.
- ۲۰۰۰ - لوئیز اپل‌بام، رهبر ارکستر اهل کانادا.
- ۲۰۰۹ - جی. جی. بالارد، نویسنده انگلیسی.
- ۲۰۲۳ - مون‌بین، خواننده اهل کره جنوبی.
- ۲۰۲۴ - دانیل دنت، نویسنده و دانشمند اهل آمریکا.